# Instituto Ciberespacial
O Instituto Ciberespacial da Universidade Federal Rural da Amazônia, é uma unidade acadêmica de formação superior (graduação e pós-graduação) localizada na cidade de Belém.

## História
O ICIBE foi formado inicialmente pelo corpo docente e técnico-administrativo do antigo Departamento de Engenharia e Tecnologia da FCAP e foi criado em 21 de agosto de 2006, após a transformação da Faculdade de Ciências Agrárias do Pará (FCAP) na Universidade Federal Rural da Amazônia (UFRA) em 2002, em virtude da Lei nº 10.611.
O Instituto Ciberespacial, como um dos Institutos temáticos da UFRA, tem por objetivos promover o ensino, a pesquisa e a extensão em geomática e no desenvolvimento de tecnologias na área da cibernética.
Em 2009, contribuiu para a abertura de novos cursos de graduação, como o de Ciência da Computação e Sistemas de Informação, e Engenharia Ambiental e de Energias Renováveis e Cartografia e Agrimensura, em 2010 e 2013, respectivamente. A partir de 2016 realizou a inserção de cursos estratégicos para a região, como os cursos de Biblioteconomia, Letras Português, e Pedagogia.

## Estrutura organizacional

### Graduação
O ICIBE oferece 15 cursos de graduação:
- Agronomia;
- Biologia: Licenciatura e Bacharelado
- Ciências Agrárias
- Ciências Biológicas
- Ciência e Tecnologia de alimentos
- Ciências Humanas e Sociais
- Enfermagem
- Engenharia Ambiental e Energias Renováveis
- Engenharia Cartográfica e de Agrimensura
- Engenharia Florestal
- Licenciatura em Computação
- Letras: Língua Portuguesa
- Letras: Libras
- Medicina Veterinária
- Pedagogia
- Zootecnia

### Pós-Graduação
Abriga atualmente dois programas de pós-graduação lato sensu, pelos quais oferece titulações de especialização:
- PPG em Geoprocessamento e Georreferenciamento de Imóveis Rurais;
- PPG em Especialização em Educação Especial e Inclusão Socioeducacional.